# Église Saint-Matthieu de Cáceres
Pour les articles homonymes, voir Église Saint-Matthieu.
L'église Saint-Matthieu de Cáceres (en espagnol iglesia de San Mateo) est un édifice religieux de culte catholique situé dans l'enceinte monumentale de la ville de Cáceres, dans la province homonyme, en Espagne.
Depuis 1982 il est déclaré Monument Historique Artistique.

## Histoire
Commencée au XVIe siècle, elle est édifiée sur un site précédemment occupé par une mosquée, d'abord, et une autre église chrétienne, après. La chapelle des Sande a été réalisée par Rodrigo Gil de Hontañón et la couverture, du grand maître Guillén Ferrán, est de style plateresque.

## Description
L'église est de style gothique, formée par un Arc en plein cintre flanqué par des colonnes ou on voit deux médaillons avec les effigies de Saint Pierre et Saint Paul, à gauche, et à droite respectivement. Au centre de la frise se trouve Saint Matthieu. La tour, sobre et dénuée d'ornements, dernier élément bâti, date de 1780.
Elle a une seule nef. Le retable de l'autel majeur est attribué à Vicente Barbadillo.